# Турот
Турот (фр. Thourotte) — город на севере Франции, регион О-де-Франс, департамент Уаза, округ Компьень, центр одноименного кантона. Находится в 69 км к юго-востоку от Амьена, в 84 км к северо-востоку от Парижа и в 14 км от автомагистрали А1 "Север", на правом берегу Бокового канала Уаза (Canal latéral à l’Oise), проходящего вдоль основного русла реки. В центре города находится железнодорожная станция Турот линии Крей-Жёмон.
Население (2018) — 4 531 человек.

## История
Первое поселение на месте нынешнего Турота относится к временам неолита. В римский период здесь стоял укрепленный форт, который и дал название городу ("torota castrum").
В составе округа Клермон в 1186 году Турот вошел в состав королевского домена. Город принадлежал феодальному семейству де Турот, из которого вышли также несколько епископов. В XVI веке он был передан семейству Монморанси, затем присоединен к землям герцогства Монши-Юмьер.

## Достопримечательности
- Церковь Нотр-Дам XII века в романском стиле

## Экономика
После Первой мировой войны за счет репараций в городе был построен крупный стекольный завод, который до настоящего времени является градообразующим предприятием.
Структура занятости населения:
- сельское хозяйство — 0,4 %
- промышленность — 37,9 %
- строительство — 10,9 %
- торговля, транспорт и сфера услуг — 31,6 %
- государственные и муниципальные службы — 19,3 %

Уровень безработицы (2017) — 17,1 % (Франция в целом — 13,4 %, департамент Уаза — 13,8 %). 

Среднегодовой доход на 1 человека, евро (2018) — 20 030 (Франция в целом — 21 730, департамент Уаза — 22 150).

## Демография
Динамика численности населения, чел.

## Администрация
Пост мэра Турота с 1989 года занимает коммунист Патрис Карвальо (Patrice Carvalho), бывший депутат Национального собрания Франции. На муниципальных выборах 2020 года возглавляемый им список коммунистов победил в 1-м туре, получив 74,07 % голосов.
| Период | Период | Фамилия         | Партия                  | Примечания                                                                    |
| ------ | ------ | --------------- | ----------------------- | ----------------------------------------------------------------------------- |
| 1973   | 1983   | Пьер Божуэн     |                         |                                                                               |
| 1983   | 1989   | Анри Майяр      | Социалистическая партия |                                                                               |
| 1989   |        | Патрис Карвальо | Коммунистическая партия | член Генерального совета департамента, депутат Национального собрания Франции |

## Города-побратимы
- Римбах, Германия
- Алтер-ду-Шан, Португалия